# Traces (album)
Pour les articles homonymes, voir Trace.
Albums de Jean-Jacques Goldman
Entre gris clair et gris foncé
(1987) En passant
(1997)
Singles
1. Il changeait la vie
Sortie : Novembre 1988
2. Peur de rien blues
Sortie : Mars 1989

Traces est l'album de la tournée de 1988 et 1989 de Jean-Jacques Goldman sorti le 13 mars 1989. Il a été enregistré entre mars et décembre 1988, dans différentes villes. Deux singles en ont été extraits : Il changeait la vie et Peur de rien blues. Ils ont tous les deux remporté un succès notable.
L'album s'est classé n°1 au Top Albums français.
L'album fait l'objet d'une réédition en double CD en 2016. Cette édition inclut la version longue de Long is the road (Américain) (Gospel) et la chanson Il y a.

## Liste des chansons
| 1.    | Famille | 6:15 |
| 2.    | Entre gris clair et gris foncé                                                                                           | 7:13 |
| 3.    | C'est ta chance | 6:31 |
| 4.    | Reprendre c'est voler | 6:37 |
| 5.    | Elle a fait un bébé toute seule                                                                                          | 5:05 |
| 6.    | Peur de rien (Blues) | 8:28 |
| 7.    | À quoi tu sers ? (intro)                                                                                                 | 5:37 |
| 8.    | Doux | 4:01 |
| 9.    | Long is the road (Américain) (Gospel) (Version courte sur CD (3:27), version longue sur double CD 2016)                  | 6:21 |
| 10.   | Il changeait la vie | 4:25 |
| 11.   | Il y a (uniquement sur double LP, K7 et double CD 2016)                                                                  | 3:36 |
| 12.   | Je marche seul/Quand la musique est bonne/Au bout de mes rêves/Il suffira d'un signe/Envole-moi/Encore un matin (Medley) | 9:18 |
| 13.   | Puisque tu pars | 8:58 |
| 82:32 | |      |

## Classements
| Classement (1989)                | Meilleure position |
| -------------------------------- | ------------------ |
| Europe (European Top 100 Albums) | 12                 |
| France (SNEP)                    | 1                  |
| Suisse (Schweizer Hitparade)     | 30                 |

| Classement (1989)                | Position |
| -------------------------------- | -------- |
| Europe (European Top 100 Albums) | 39       |

## Certification
| Année | Ventes  | Certification |
| ----- | ------- | ------------- |
| 1989  | 300 000 | Platine       |